# Rhizoglossum kawamurae
Rhizoglossum kawamurae là một loài dương xỉ trong họ Ophioglossaceae. Loài này được Nishida mô tả khoa học đầu tiên năm 1953.
Danh pháp khoa học của loài này chưa được làm sáng tỏ. 